# クラ・メレディス
オリス・クレイボーン・メレディス（Olise Claiborne "Cla" Meredith III, 1983年6月4日 - ）は、バージニア州リッチモンド出身の元プロ野球選手（投手）。愛称は、The Claw。

## 経歴

### アマチュア時代
バージニア・コモンウェルス大学（VCU）時代にメレディスはほぼ救援専業で起用された。
2003年には6勝0敗で防御率は学校記録となる1.19を記録し、これは同年のNCAAディビジョンIでは2位となった。またこの年には8セーブ、70奪三振を記録し四球はわずか16個だった。また大学時代の通算防御率はVCU記録となる2.52だった。

### プロ入りとマイナー時代とレッドソックス時代
2004年のMLBドラフトでボストン・レッドソックスから6巡目指名されて入団。A級オーガスタ・グリーンジャケッツでキャリアを始めた。13試合で無失点6セーブ18奪三振3四球という内容だった。A+級サラソタ・レッドソックスに昇格したメレディスは16試合に投げ0勝2敗12セーブ16奪三振3四球、防御率2.20を記録した。
2005年には、AA級ポートランド・シードッグスに昇格し、12試合で15回を投げて無失点で12奪三振3四球という成績だった。5月8日のシアトル・マリナーズ戦でメジャーデビューを果たしたメレディスだったが、2四球を与えた後にリッチー・セクソンに満塁本塁打を打たれ、即降板となってしまった。

### パドレス時代

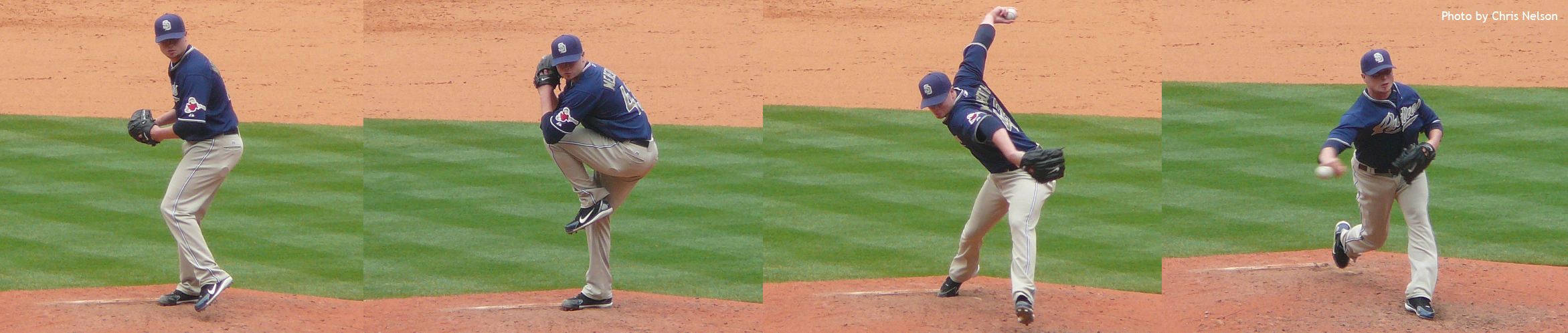
メレディスの投球フォーム

2006年5月1日にメレディスはダグ・ミラベリの交換要員としてジョシュ・バードと共にサンディエゴ・パドレスへ移籍した。パドレス移籍後初登板となった5月13日にメジャー初勝利を挙げる。この年のメレディスは50投球回以上投げた投手としてはナショナルリーグ1位となる防御率1.07と被打率.170を記録。7月18日から9月12日にかけては28試合連続・33回2/3連続無失点を達成した。これはランディ・ジョーンズが持っていた30投球回連続無失点の球団記録を更新するものだった。また1970年以降の新人投手としては1984年のオーレル・ハーシュハイザーと並ぶ2位タイの連続無失点投球回記録となり、連続試合無失点も1920年以降の救援投手としては史上2位となった。

### オリオールズ時代
2009年7月、オスカー・サラサーとのトレードでボルチモア・オリオールズに移籍。12月に1年契約でオリオールズと再契約した。
2010年6月22日、DFAとなった。
2011年2月2日にワシントン・ナショナルズとマイナー契約を結んだが、3月27日放出された。
その後、現役引退した。

## 詳細情報

### 年度別投手成績
| 年 度     | 球 団     | 登 板 | 先 発 | 完 投 | 完 封 | 無 四 球 | 勝 利 | 敗 戦 | セ 丨 ブ | ホ 丨 ル ド | 勝 率 | 打 者 | 投 球 回 | 被 安 打 | 被 本 塁 打 | 与 四 球 | 敬 遠 | 与 死 球 | 奪 三 振 | 暴 投 | ボ 丨 ク | 失 点 | 自 責 点 | 防 御 率 | W H I P |
| --------- | --------- | ----- | ----- | ----- | ----- | -------- | ----- | ----- | -------- | ----------- | ----- | ----- | -------- | -------- | ----------- | -------- | ----- | -------- | -------- | ----- | -------- | ----- | -------- | -------- | ------- |
| 2005      | BOS       | 3     | 0     | 0     | 0     | 0        | 0     | 0     | 0        | 0           | ----  | 18    | 2.1      | 6        | 1           | 4        | 0     | 1        | 0        | 1     | 0        | 7     | 7        | 27.00    | 4.29    |
| 2006      | SD        | 45    | 0     | 0     | 0     | 0        | 5     | 1     | 0        | 16          | .833  | 185   | 50.2     | 30       | 3           | 6        | 3     | 2        | 37       | 0     | 2        | 6     | 6        | 1.07     | 0.71    |
| 2007      | SD        | 80    | 0     | 0     | 0     | 0        | 5     | 6     | 0        | 10          | .455  | 342   | 79.2     | 94       | 6           | 17       | 4     | 3        | 59       | 3     | 1        | 38    | 31       | 3.50     | 1.39    |
| 2008      | SD        | 73    | 0     | 0     | 0     | 0        | 0     | 3     | 0        | 11          | .000  | 302   | 70.1     | 79       | 6           | 24       | 3     | 1        | 49       | 2     | 0        | 34    | 32       | 4.09     | 1.46    |
| 2009      | SD        | 35    | 0     | 0     | 0     | 0        | 4     | 2     | 0        | 1           | .667  | 165   | 36.2     | 47       | 1           | 13       | 4     | 2        | 20       | 3     | 0        | 19    | 17       | 4.17     | 1.64    |
| 2009      | BAL       | 29    | 0     | 0     | 0     | 0        | 0     | 0     | 0        | 3           | ----  | 118   | 28.2     | 26       | 3           | 12       | 4     | 2        | 17       | 0     | 0        | 12    | 12       | 3.77     | 1.33    |
| '09計     | BAL       | 64    | 0     | 0     | 0     | 0        | 4     | 2     | 0        | 4           | .667  | 283   | 65.1     | 73       | 4           | 25       | 8     | 4        | 37       | 3     | 0        | 31    | 29       | 3.99     | 1.50    |
| 2010      | BAL       | 21    | 0     | 0     | 0     | 0        | 0     | 2     | 1        | 3           | .000  | 67    | 15.0     | 18       | 4           | 4        | 1     | 1        | 7        | 0     | 0        | 9     | 9        | 5.40     | 1.47    |
| 通算：6年 | 通算：6年 | 286   | 0     | 0     | 0     | 0        | 14    | 14    | 1        | 44          | .500  | 1198  | 283.1    | 300      | 24          | 80       | 19    | 12       | 189      | 9     | 3        | 125   | 114      | 3.62     | 1.34    |

- 2013年度シーズン終了時

### 背番号
- 51 (2005年)
- 43 (2006年 - 2009年途中)
- 26 (2009年途中 - 2010年)